# Hendelia variabilis
Hendelia variabilis är en tvåvingeart som beskrevs av Frey 1960. Hendelia variabilis ingår i släktet Hendelia och familjen träflugor.
Artens utbredningsområde är Myanmar. Inga underarter finns listade i Catalogue of Life.